# Вулиця Коцюбинського (Луганськ)
Ву́лиця Коцюби́нського (офіційно Коцюбінского, колишня Лісова, Нижньолісова) — вулиця у центрі Луганська. Знаходиться північніше вулиці Совєтської. Нумерація будинків починається від 16-ї лінії. Її перетинають вулиці Котельникова, Демьохіна (12-та лінія), Тітова (13-та лінія), В. Шевченка (14-та лінія), 15-та лінія. Веде до залізничного вокзалу.
Центральна частина вулиці між обласним російським драматичним театром і колишнім обкомом КПУ утворює Театральну площу.

## Опис

Карта Луганська 1879 р. Червоним позначена сучасна вул. Коцюбинського, Т — Театральна площа

Частина колишньої вул. Донецької з трамвайною лінією

У другій половині XIX століття вул. Лісова була невеликою окраїнною вулицею на півдні міста між вул. Конюшенною (тепер Луначарського) і міським цвинтарем. На початку XX століття простягалась до 14-ї лінії (вул. В. Шевченка). У 1905 році на вулиці в районі цвинтаря звели Воскресенську церкву.
Сучасна вул. Коцюбинського сформувалась з колишньої Лісової і частини Донецької (ділянка між 14-ю і 16-ю лініями). На рубежі 1950-х — 1960-х років відбулась її реконструкція.
Оскільки на Театральній площі знаходився обком КПУ, громадський транспорт вулицею не пустили. А трамвайна лінія маршруту № 13, яка пролягала між 14-ю і 16-ю лініями (частина колишньої вул. Донецької), була демонтована.
Із введенням в експлуатацію нового залізничного вокзалу в 1978 році планувалось з'єднати його транспортною естакадою з вул. Коцюбинського, перетворивши її на головну вулицю і парадний в'їзд до міста. Однак цей проєкт вдалось втілити у життя лише у 1996 році, коли мером був Олексій Данилов. За його керівництва (1994—1997) також завершили будівництво лялькового театру.
На рубежі 1970-х — 1980-х років вулицю продовжували впорядковувати. Однією з окрас, за звітом радянських авторів, став сквер перед гастрономом «Ворошиловградський», розпланований за проєктом архітектора Г. Головченка. Його домінантою був фонтан площею понад 2,5 тис. м² із водяними каскадами, перехідними мостиками й підсвічуванням у вечірній. У 1990-ті роки фонтан був занедбаний.
У 1981 році відкрили пам'ятник Климентові Ворошилову.
На розі з вул. Демьохіна знаходилась школа № 20, згодом у ній розмістились станція юних техніків, районний палац піонерів і дитячо-юнацька спортивна школа.
На Коцюбинського функціонував Будинок політпросвіти, який у 1992 році передали історичному факультету Луганського педагогічного інституту. Тепер тут розташований Апеляційний суд Луганської області.
У теперішній час на Коцюбинського знаходиться низка державних установ, зокрема міська рада, обласна прокуратура, УВС в Луганській області, обласна податкова адміністрація, а також Укртелеком, Луганський театр ляльок, Обласна рада Федерації профспілкових організацій, банки, супермаркети, бутіки. Також тут знаходиться головний офіс ТОВ «Луганське енергетичне об'єднання» (колишнє Луганськобленерго).

## Пам'ятники і сквери
До вулиці Коцюбинського прилягають сквери Молодої гвардії і навколо пам'ятника Климу Ворошилову.
У сквері на Театральній площі установлений пам'ятник Леніну.
У 2008 році біля міськради відкрили пам'ятник ливарнику, першому робочому ливарного заводу, навколо якого виріс Луганськ. Скульптор — Микола Можаєв.
Біля універсаму «Ворошиловградський» функціонував фонтан, тепер занедбаний і огороджений парканом. Натомість у літній час фонтан діє у сквері на Театральній площі.

## Галерея

Руїни на колишній вул. Лісовій
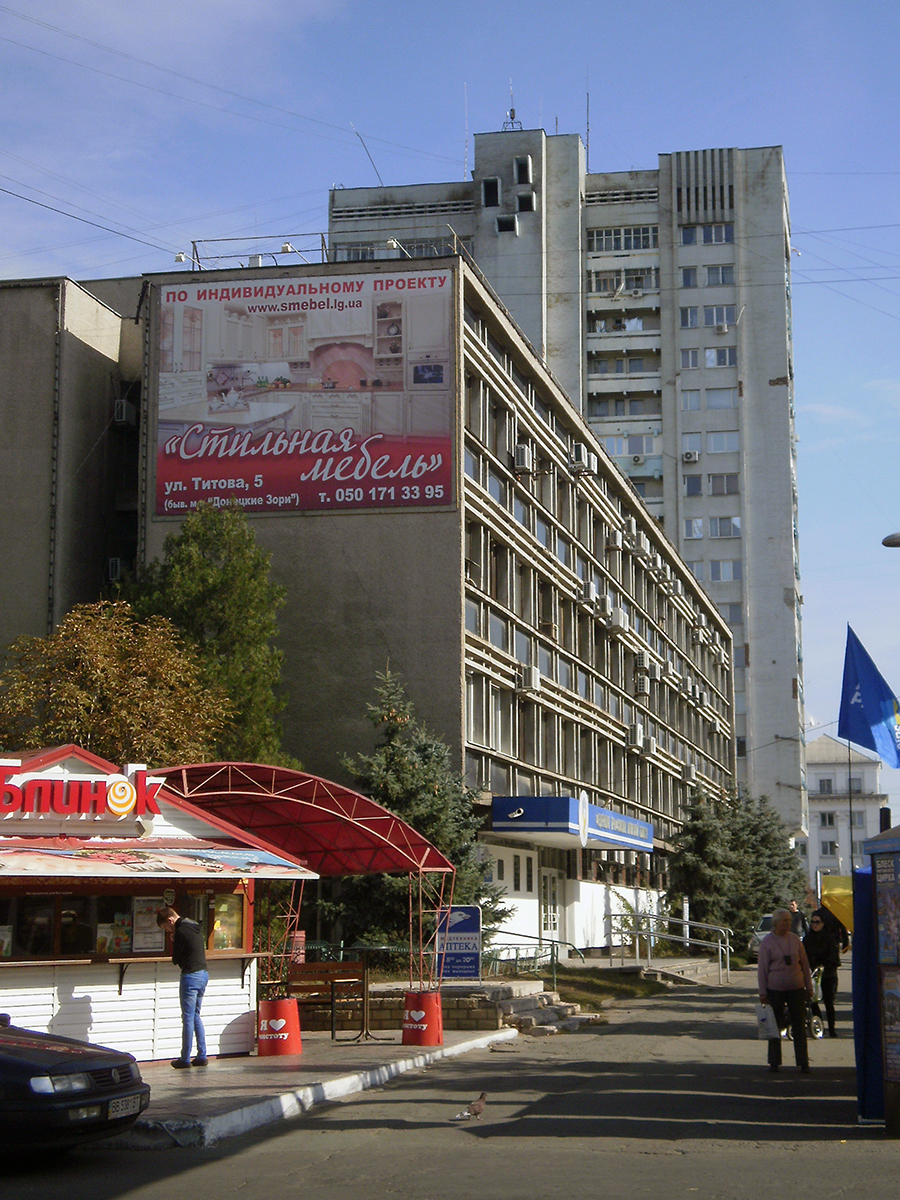
Будинок профспілок, за ним — житловий будинок № 9
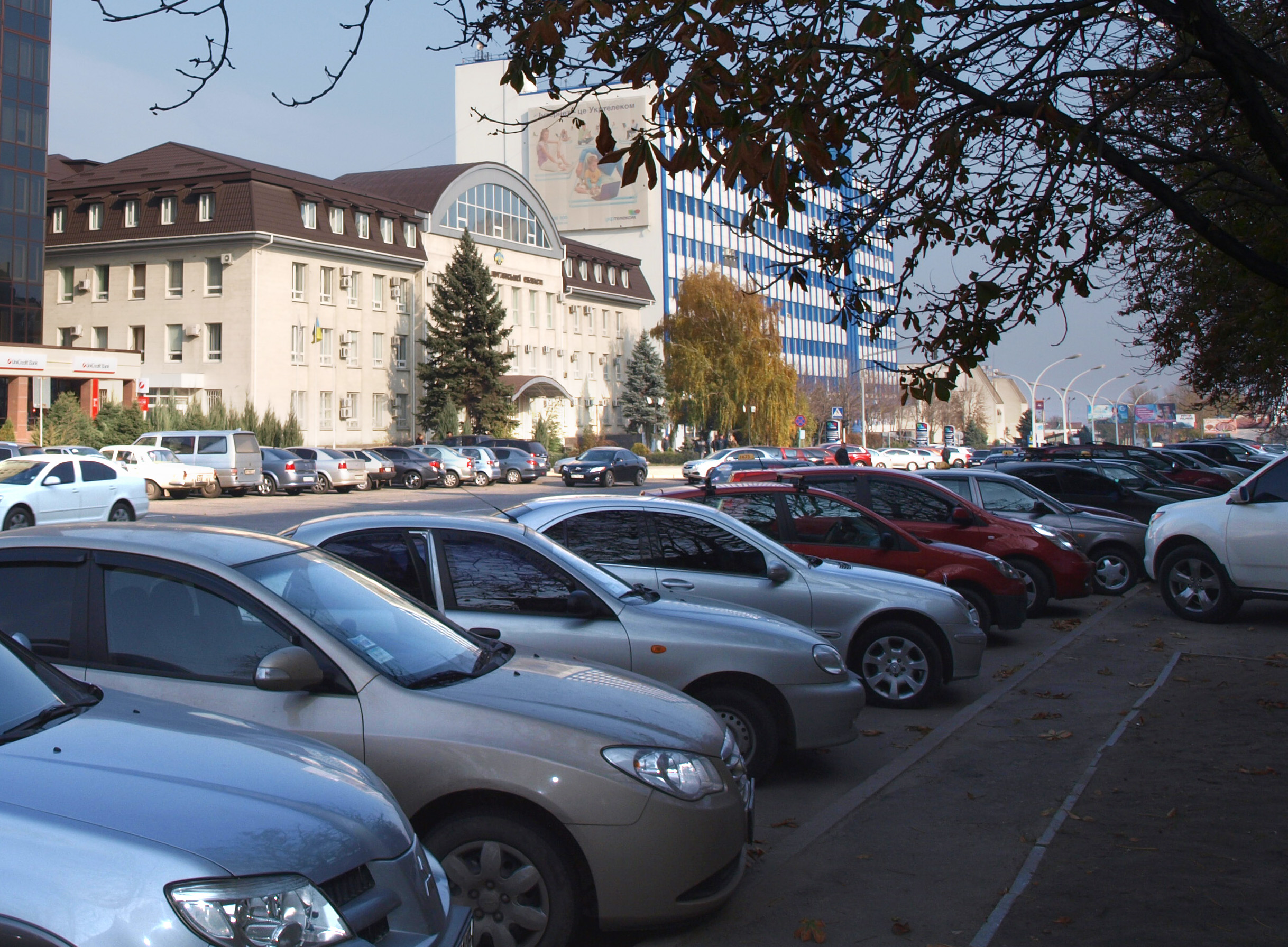
Машини чиновників облсуда, облпрокуратури, податкової адміністрації
Апеляційний суд Луганської області
Облпрокуратура
Обласне УВС
Виставка радянських ретро-автомобілів

Пам'ятник ливарнику
Луганський театр ляльок
Фонтан навпроти вул. Демьохіна
За парканом занедбаний фонтан, далі будинки серії 1Р-447С-25
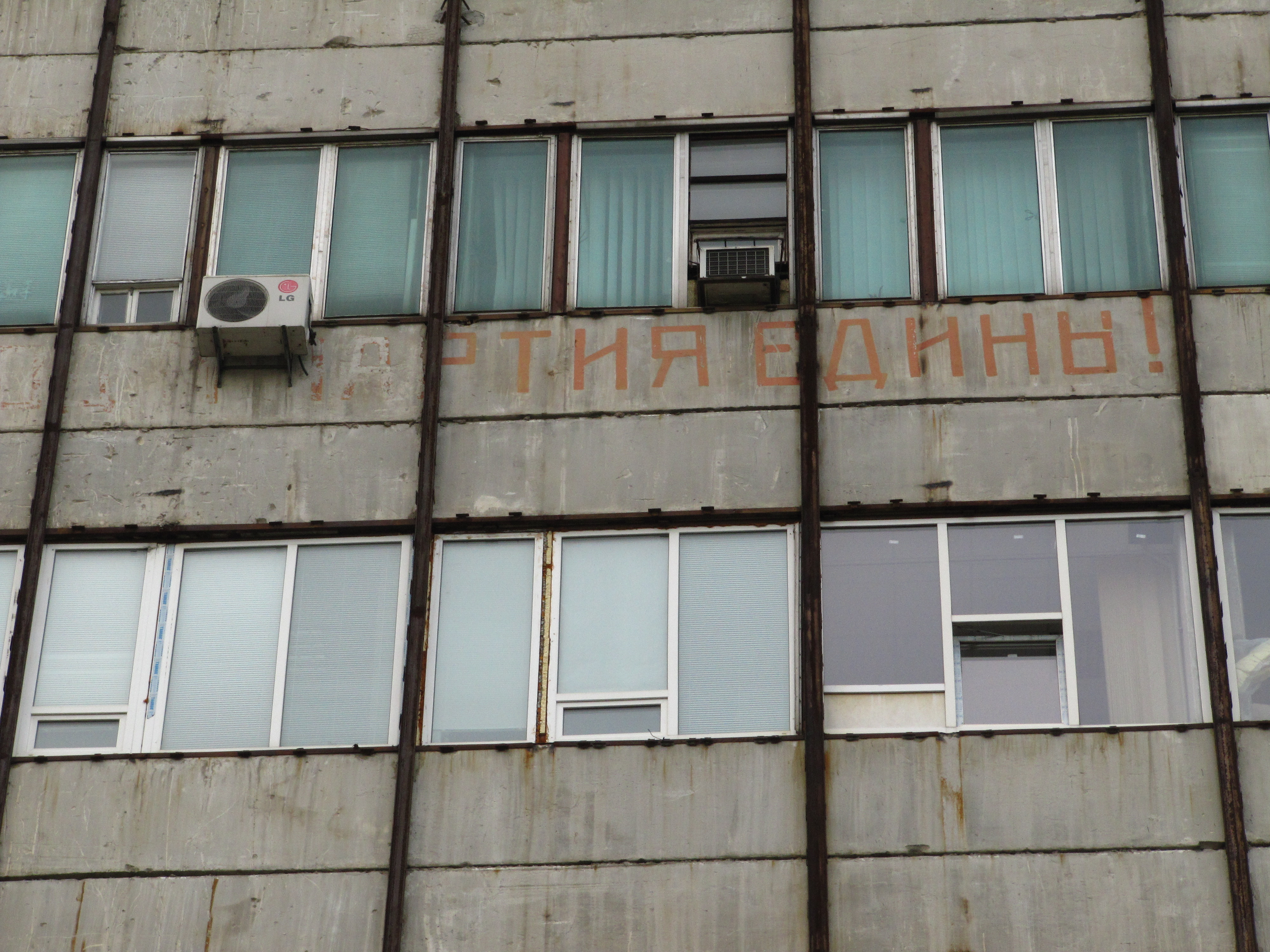
Радянське гасло «Народ и партия едины!» на будівлі Укртелекому (№ 1)
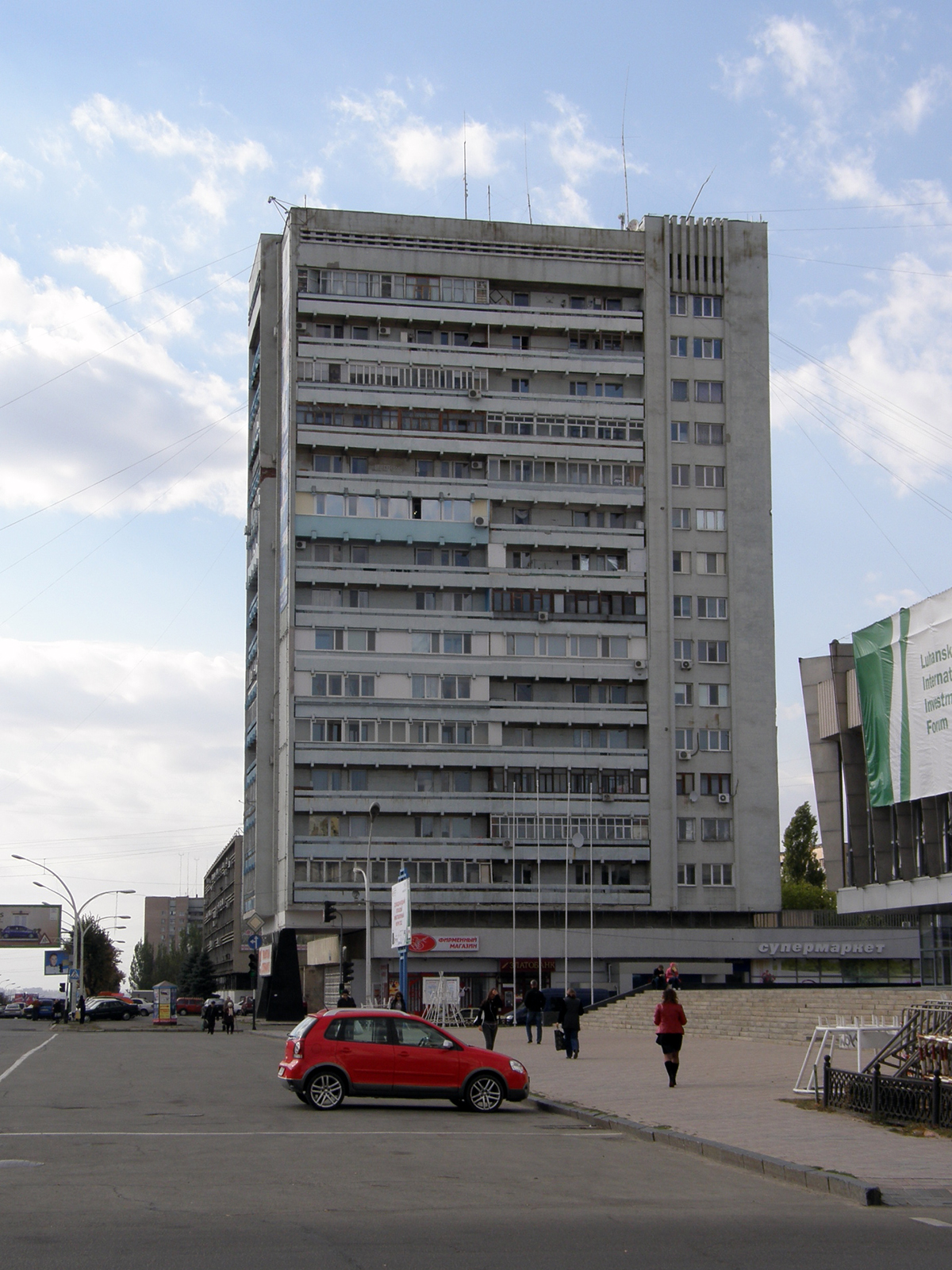
Монолітний житловий будинок (№ 9)